# Trenton (Nebraska)
Trenton – wieś w Stanach Zjednoczonych, w stanie Nebraska, siedziba administracyjna hrabstwa Hitchcock.